# Serginho Baiano
Serginho Baiano (Rio Real, 5 januari 1978) is een Braziliaans voetballer.